# DŠR Aktivan život
Udruga Društvo športske rekreacije Aktivan život osnovana je 25. rujna 2007. godine s ciljem:
- skretanja pozornosti na nužnost (rekreativnog) bavljenja športom u svrhu očuvanja i/ili poboljšanja psiho-fizičkog zdravlja te
- osvještavanje pojedinca o važnosti zdravih prehrambenih navika.

Kroz svoj rad, udruga želi potaknuti pojedinca na mijenjanje (loših) životnih navika, te ga potaknuti na  - KRETANJE.

## Aktivnosti
Udruga realizira programske ciljeve kroz sljedeće aktivnosti:
- uređivanje internetskog portala o brdskom i cestovnom trčanju u Hrvatskoj - http://www.utrke.net
- organiziranjem kros utrke VOLIM TRČANJE (jednom godišnje u Zagrebu)
- organiziranjem serije predavanja Kretanjem do zdravlja

U budućnosti će udruga nastaviti svojim radom ukazivati na nedostatke u sustavu te će ih raznim inicijativama pokušati poboljšati. Organizirat ćemo predavanja i tribine, poticati dijalog i raspravu o temama koje su zapostavljene (športska prehrana,  ozljede u športu, rekreativno bavljenje športom...).

## Kontakti
Društvo športske rekreacije Aktivan život

Samoborska cesta 120/1, 10090 Zagreb

http://www.aktivan-zivot.hr